# Uborak (obwód miński)
Uborak (biał. Уборак; ros. Уборок, Uborok) – wieś na Białorusi, w obwodzie mińskim, w rejonie borysowskim, w sielsowiecie Msciż. W 2009 roku liczyła 7 mieszkańców.